# Antoine Salvanh
Antoine Salvanh né au hameau de Vabrette, à Ayssènes vers 1476 et mort vers 1554, est un architecte français.
Son œuvre fait la liaison entre le gothique flamboyant et la Première Renaissance.
Il s'est marié en 1516 avec la fille d'un hôtelier d'Espalion dont il a eu un fils aîné, Jean, qui a été architecte et a pris la suite des travaux de son père.

## Biographie

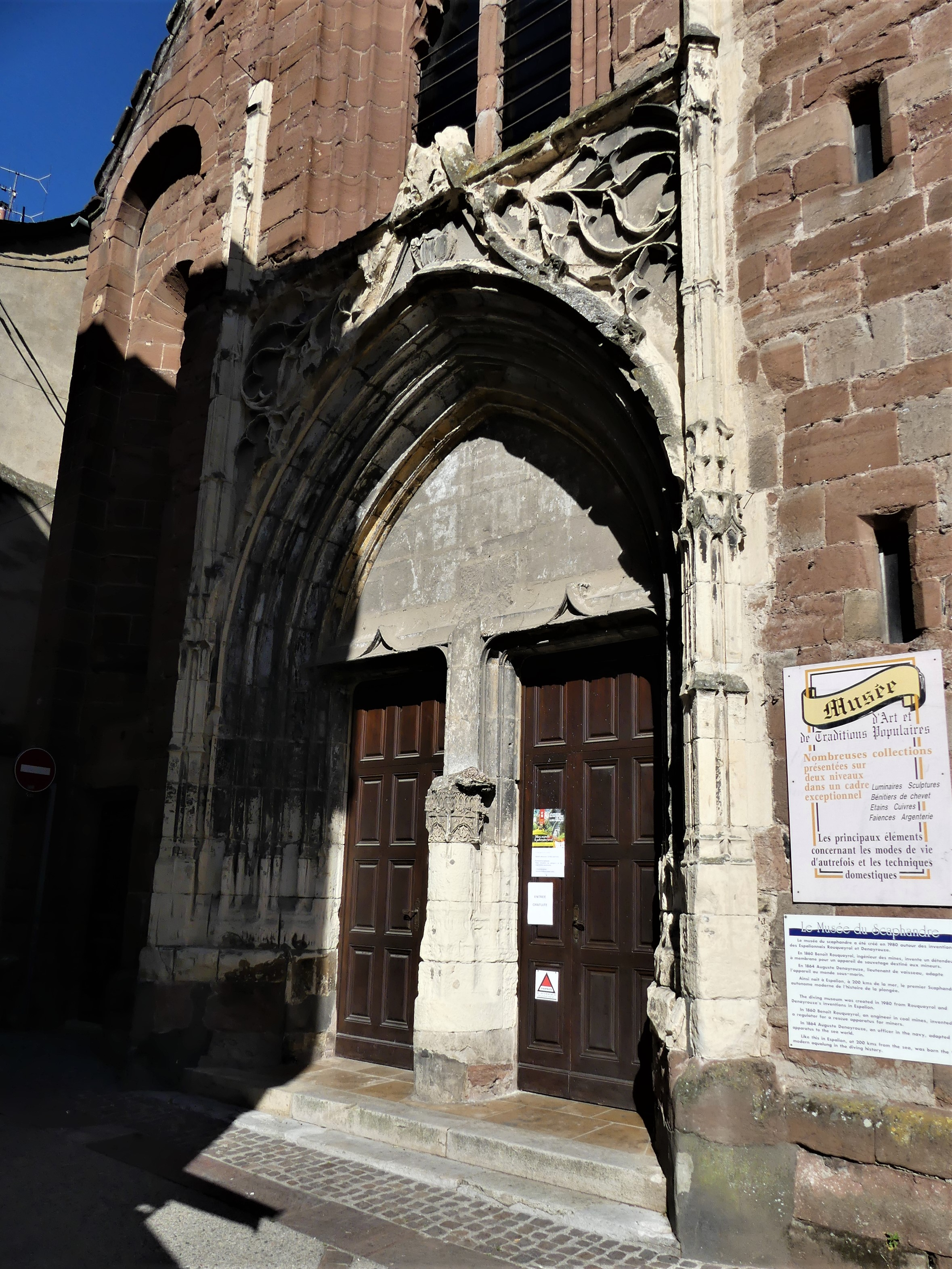
Portail de l'église Saint-Jean-Baptiste, Espalion.

Longtemps ignoré, la vie d'Antoine Salvanh est sortie de l'anonymat grâce aux recherches faites au XIXe siècle par des archivistes locaux. On ne sait rien de ses années de formation.
Son premier ouvrage est connu par un prix-fait datant de mai 1508 donnant les dispositions du jubé de l'église de l'hôpital d'Aubrac à Saint-Chély-d'Aubrac. Celui-ci a disparu au XIXe siècle, mais ce qui restait de ce jubé a été dessiné en 1833 dans Les voyages pittoresques et romantiques ans l'ancienne France, Languedoc, d'après J. Taylor, Ch. Nodier et A. Cailleux, en 1834. Le dessin montre un ouvrage de la première Renaissance qui est le plus ancien de ce style connu en Rouergue.
Le 17 juillet 1508, il est à Espalion pour signer le prix-fait pour le portail de l'église Saint-Jean-Baptiste commencée en 1472. Les consuls ont exigé un portail en peyra blanca posé sur une structure en grès. Il est associé pour ce travail à un sculpteur de Cruéjouls, Guillaume Desmazes. Cest ce dernier qui signe en novembre 1509 qui signe une quittance.

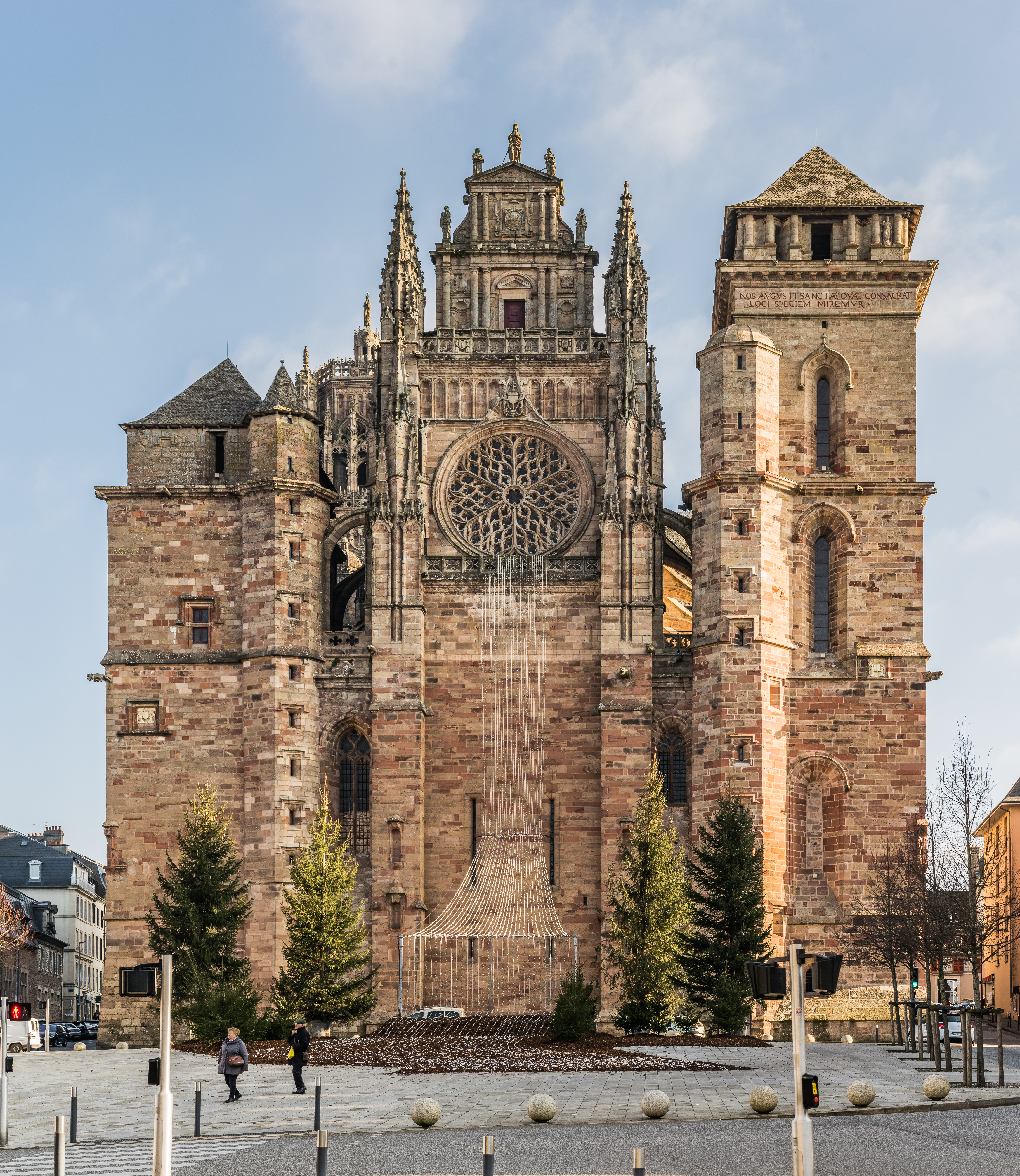
Cathédrale Notre-Dame de Rodez.

Dans la nuit du 27 au 28 avril 1510, un feu allumé par des plombiers se propage à la charpente de la flèche du clocher datant du XIVe siècle de la cathédrale Notre-Dame de Rodez. L'absence de l'évêque, François d'Estaing, qui se trouvait au concile gallican, fit que les travaux du nouveau clocher ne commencèrent qu'en 1513, date donnée par Antoine Salvanh en juillet 1544 dans un procès. Les comptes de la ville donnent une date de début des travaux à l'automne 1512. Des prix-faits sont donnés au printemps 1512 pour la livraison des matériaux ad opus edificii cloquerii Beate Marie. À cette date, Bernard Anthony était encore, pour un an, le responsable de l'œuvre de la cathédrale. Antoine Salvanh le remplace après pour la réalisation du nouveau clocher. La date de 1523 gravée sur la cloche la plus ancienne donne une date de fin de construction. La lanterne qui le surmonte porte la date de 1526, date d'achèvement comme l'indique l'inscription consommatum est 1526.
Antoine Salvanh a poursuivi les travaux de la nef de la cathédrale en même temps. Les murs de la nef centrale sont élevés en 1530. Les voûtes sont réalisées peu après et portent la date de 1542. Antoine Salvanh a construit les chapelles des travées occidentales car il demande dans son testament de 1552 à être enterré dans la seconde chapelle, chapelle Saint-Roch, qu'il disait avoir construite. La façade de la cathédrale date du premier tiers du XVIe siècle et on peut voir les armes de François d'Estaing au niveau de la rose. On constate que le style des constructions se modifie à partir des années 1520 sans qu'on puisse être assuré du nom du concepteur : chapelle du chanoine Gaillard Roux ou du Sépulcre, tribune crénelée de la sacristie des chanoines, clôtures du chœur et du rond-point. En 1529, Georges d'Armagnac est nommé évêque de Rodez.

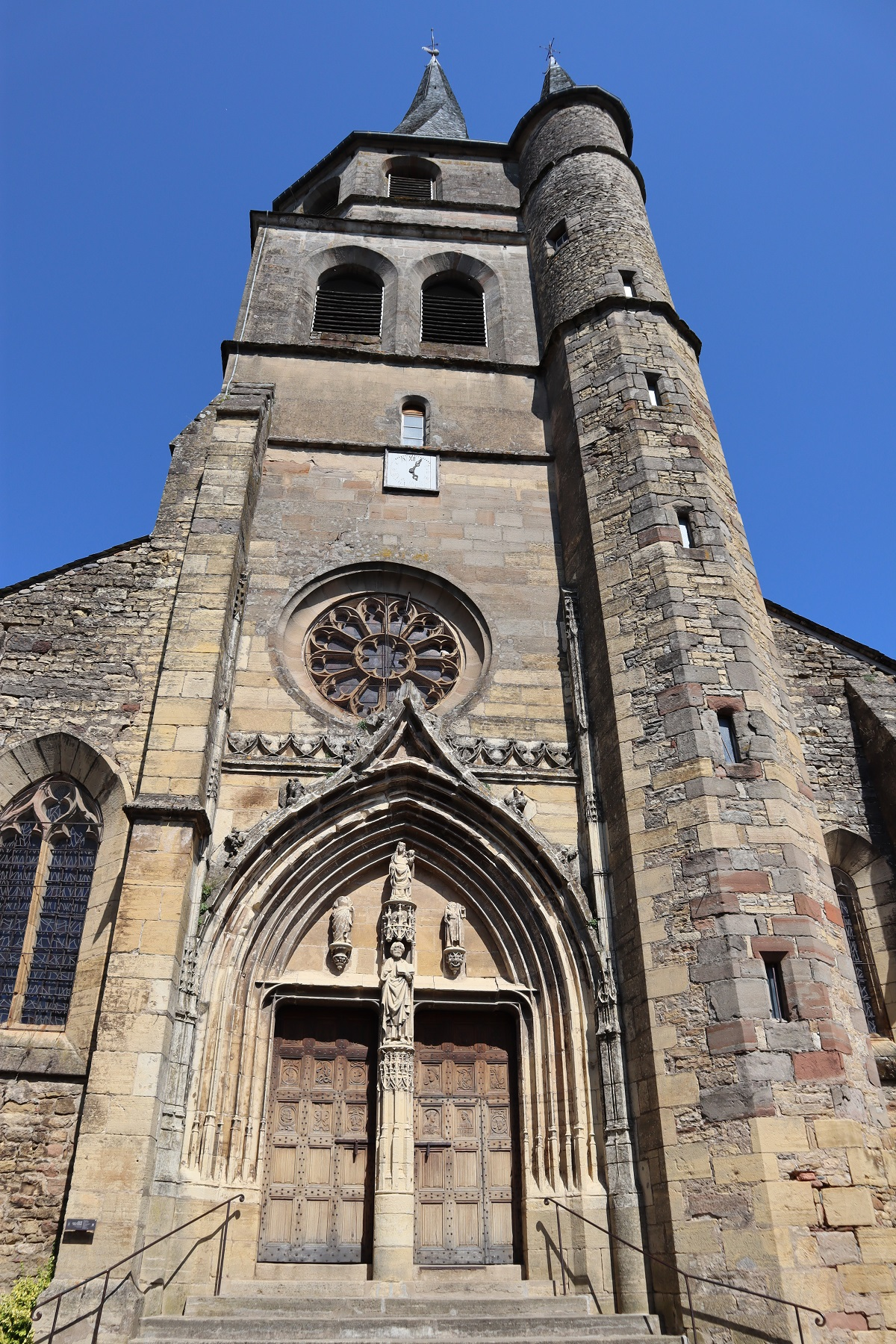
Église Saint-Côme-et-Saint-Damien de Saint-Côme-d'Olt.

Le 8 décembre 1521, le nouveau prieur de Saint-Côme obtient de Guy de Castelnau, évêque de Périgueux, d'agrandir l'église Saint-Côme-Saint-Damien. Le 12 décembre 1521, Antoine d'Estaing donne le prix-fait à Antoine Salvanh pour la réparation de l'église. Salvanh s'est probablement limité à la façade. Le prix-fait est confirmé en octobre 1524, honoré en 1528. Les vantaux du portail ornés portent la date de 1532.
L'église du couvent des Annonciades de Rodez construite à partir de 1517 nécessitait des travaux de reprise. Les administrateurs du couvent confièrent les travaux de réparation à Antoine Salvanh pour que l'édifice puisse recevoir la tombe du fondateur, le chanoine Hélyon Jouffroy, mort en 1529. Trois marchés ont été passés : le premier, le 31 mars 1530, pour allonger l'église d'une travée, le deuxième en 1536, pour la réalisation du tombeau du père franciscain Gilbert Nicolas, le dernier, le 27 novembre 1538, pour la reconstruction du chœur.

## Les Salvanh
Antoine Salvanh est le fils de Bertrand Salvanh, originaire d'un village près de Saint-Rome-de-Tarn et le père de Jean Salvanh qui a continué l'œuvre de son père à la cathédrale de Rodez.
On connaît un Guillaume Salvanh, originaire de Salles-Curan, marié en 1481, et qui est appelé en expertise par les consuls de Millau en septembre 1492. Il est aussi maître d'œuvre de la cathédrale de Rodez en 1492-1493. On ne connaît pas les liens de parenté entre Guillaume Salvanh et Antoine Salvanh. Peut-être a-t-il été son oncle. Ces liens de parenté, s'ils existaient, pourraient permettre d'expliquer la formation d'Antoine Salvanh et sa connaissance du haut clergé du Rouergue, en particulier des deux frères, François d'Estaing, évêque de Rodez, et Antoine d'Estaing, prieur d'Aubrac, puis évêque d'Angoulême.